# タロス・トーマス
タロス・トーマス（Tarlos Thomas 1977年8月23日 - ）はフロリダ州モンティチェロ出身のアメリカンフットボールの選手。ポジションはオフェンシブタックル。

## 経歴
高校時代は、センターとディフェンシブラインマンとしてプレーした。大学進学の際には、フロリダ州立大学、UCLA、USC、ケンタッキー大学、フロリダ大学からリクルーティングを受け、フロリダ州立大学に進学した。1年次の1997年は、トラ・トーマスの控えとして過ごしスペシャルチームで出場した。2年次は全試合で先発出場し、チームがテネシー大学とのフィエスタボウルへ進出するのに貢献した。3年次の1999年にも全試合で先発出場し、主に相手のエースパスラッシャーと対峙した。この年チームは全米チャンピオンになった、この年アトランティック・コースト・カンファレンスのオールチームに選ばれている。2000年シーズン中に、右膝のACL、MCLを断裂し、シーズンの大部分を棒に振った。
2001年のNFLドラフトの指名候補だったが ドラフトでは指名されず、同年4月23日にフィラデルフィア・イーグルスとドラフト外フリーエージェントで契約を結んだ。同年8月31日、イーグルスから解雇され、開幕ロースターには残れなかった。同年10月2日、テネシー・タイタンズのプラクティス・スクワッドに加入した。
2002年1月17日、タイタンズと契約を延長したが、開幕前にウェーバーされ、9月2日にその年のエクスパンションチームであるヒューストン・テキサンズが獲得した。10月14日、テキサンズからウェーバーされ、翌10月15日にプラクティス・スクワッドとして契約を結んだ。
2003年5月8日にテキサンズから解雇されたが、7月28日、テキサンズと再契約を結んだ。しかし、シーズン開幕前の8月26日に解雇された。